# Hinkmar reimsi érsek

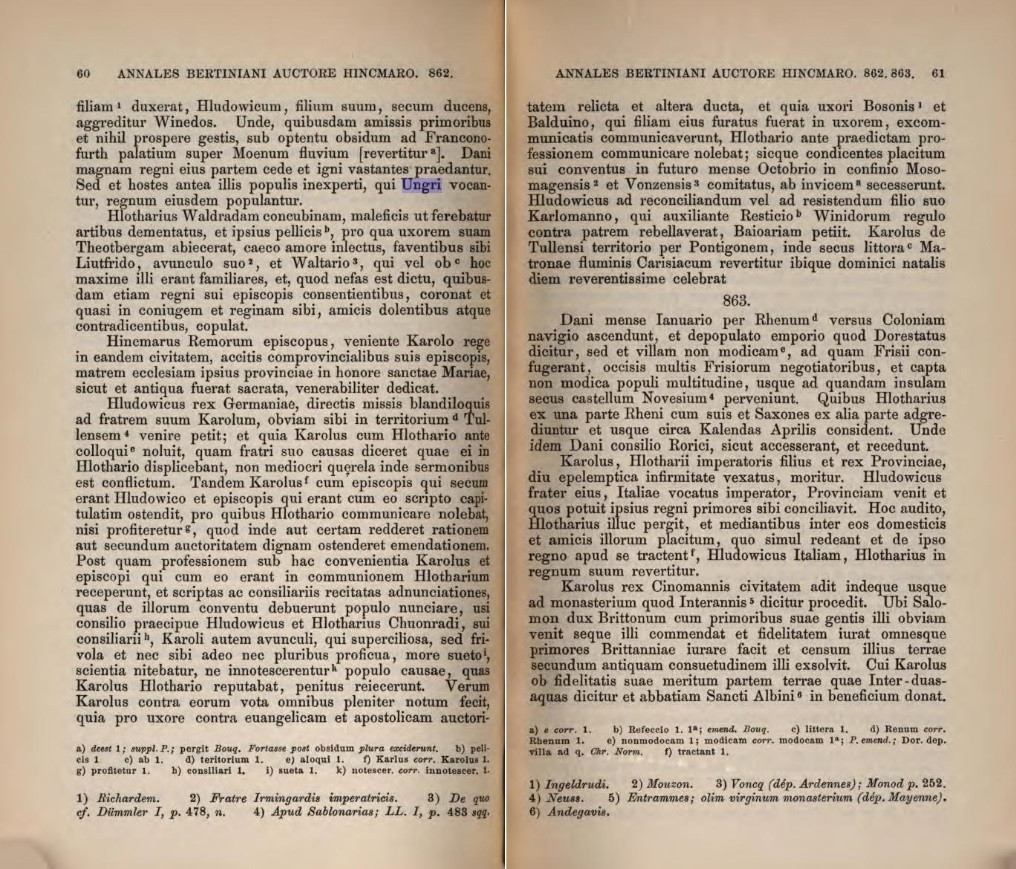
Az Annales Bertiniani lapjai a 862-es évről. Hinkmar adott először hírt a magyarokról, amikor 862 körül arról tájékoztatott a Szent Bertin-kolostor Annales Bertiniani néven ismert hivatalos jellegű frank évkönyvében, hogy abban az évben a Keleti Frank Királyság népei számára addig ismeretlen ellenség, akit magyarnak (ungri) neveznek, Német Lajos birodalmát megtámadta

Hinkmar (latinul: Hincmarus), (806-810 között – 882. december 21.) a Reimsi főegyházmegye érseke, frank történetíró volt a 9. század második felében az egyháztörténet meghatározó alakja. Jámbor Lajoshoz és II. Károly nyugati frank királyhoz való hűsége juttatta őt az érseki székbe. Politikájával a Keleti Frank Királyság megerősítését és az érseki tisztség politikai hatalmának növelését célozta. Ő adott a magyarokról először híradást, amikor 862 körül arról tájékoztatott a Szent Bertin-kolostor  Annales Bertiniani néven ismert hivatalos jellegű frank évkönyvében , hogy abban az évben „a keleti frank népek számára eleddig ismeretlen ellenség, akit magyarnak neveznek, Német Lajos birodalmát megtámadta” . Hinkmar érsek 862. évi tudósítása nem egyedülálló, a Sváb évkönyvek az Annales Alemannici egy évvel később arról tudósít, hogy a „hunok népe megtámadta a kereszténységet”.

## Életrajza
A párizsi egyházmegye Saint-Denis kolostorában nevelkedett, tanítóját Hilduin apátot, 830-ban követte a száműzetésben a Corveyi apátságba és csak Kopasz Károly trónraléptével tért vissza hazájába. 845-ben reimsi érsek lett és élénken részt vett a predesztináció kérdése és az eucharisztia fölött megindult vitában. 853-ban Quiercy-ben tartottak zsinatot Hinkmar érsek elnökletével és ezen kimondták: „Az akarat szabadságát az első emberben elvesztettük; azt Krisztus Urunk által visszakaptuk: és van szabad akaratunk a jóra , amit megelőzött és segített a kegyelem, és van szabad akaratunk a rosszra, amit elhagyott a kegyelem. De szabad a mi akaratunk, mert a kegyelem megszabadította, és a kegyelem a megromlottat meggyógyította." Hinkmar az egyházat oltalmazta a világi hatalom beavatkozásaival szemben és II. Lothár frank királyt is rábírta, hogy az a feleségét, Arles-i Theutbergát visszafogadja. A római szentszékkel szemben  mindent elkövetett a gallikán nemzeti egyház és saját metropolitai jogainak védelmére. Ebben a vitában használták először bizonyíték gyanánt Pseudo Izidor hamis dekretáliáinak (Decretales Pseudoisidorianae) gyűjteményét (Collectio Pseudo-Isidoriana). (A kéziratok valótlanságát először a 16. században hozták nyilvánosságra, addig azonban a leírtakat felhasználták törvényes alapként jogi, gazdasági, területi, örökösödési, viták érvényesítésére)
882. december 21-én a normannok elől futva, Épernayben fejezte be életét. Hátrahagyott iratai, melyeket Jacques Sirmond francia katolikus teológus, egyháztörténész és filológus, jezsuita szerzetes 1645-ben két kötetben adott ki, igen becses forrásai saját kora történelemírásának. 862 körül az összes ismert nyugati történetírók közül, ő adott hirt először az ungrok (magyarok) népéről, amely a normannokkal vetélkedve dúlta a frank államot, a II. Lajos keleti frank király által birtokolt területet, igy tőle tudjuk azt, hogy Nyugat-Európába már Levédiából eljártak portyázni a magyarok. Azonban ezt az értelmezést egyes történészek vitatják.
A fontos és a vita tárgyát jelentő mondat latinul:
Dani magnam regni eius partem cede et igni vastantes praedantur. Sed et hostes antea illis populis inexperti, qui Ungri vocantur, regnum eiusdem populantur.
Ungváry Jenő fordítása magyarul:
A dánok az ő országa nagy részét öldökléssel és tűzzel pusztítva zsákmányolják. De olyan ellenség is dúlja az ő országát, amelyik ezelőtt azon népek számára, akiket ungroknak neveznek, ismeretlen volt.
Tóth Sándor László fordítása magyarul:
A dánok királysága nagy részét mészárlással és tűzzel pusztítva rabolják; de azon népek előtt korábban ismeretlen ellenségek is, akiket magyaroknak neveznek, ugyanannak a királyságát pusztítják.